# Héctor Elizondo
Hector Elizondo (ur. 22 grudnia 1936 w Nowym Jorku) – amerykański aktor charakterystyczny.

## Życiorys
Urodził się i wychował w Nowym Jorku jako syn Portorykańczyków. Jego ojciec, Martín Echevarría Elizondo, był notariuszem i księgowym, a matka, Carmen Medina Reyes, pochodziła z Wysp Kanaryjskich w Hiszpanii. W dzieciństwie występował u boku W.C. Handy'ego w lokalnym radiu i telewizji. Uczęszczał do publicznego liceum i brał lekcje emisji głosu. Był dobrze zapowiadającym się sportowcem – grał w szkolnej drużynie koszykówki, a potem został zawodnikiem Pittsburgh Pirates. W 1954 uczył się w nowojorskim City College, chcąc zostać nauczycielem. Około 1955 po raz pierwszy ożenił się i został ojcem. Małżeństwo skończyło się rozwodem w 1957. Studiował także taniec w Ballet Arts Company w Carnegie Hall.
W latach 1962–1963 ożenił się z młodą sekretarką. W nowojorskim Actor's Studio poznał aktorkę Carolee Campbell, z którą w 1969 wziął ślub. Zaczął grać w filmach, od 1970 wystąpił w ponad 80 filmach kinowych i telewizyjnych. Zagrał w 12 filmach Garry'ego Marshalla, np. Pretty Woman (1990) u boku Richarda Gere'a i Julii Roberts. Za rolę w tym filmie otrzymał Złoty Glob w kategorii najbardziej obiecujący aktor. W 1999 ponownie zagrał u boku Gere'a i Roberts w filmie Uciekająca panna młoda (1999).
Jego syn Rodd Elizondo został nauczycielem w teatrze.

## Filmografia

### Filmy
- 1963: The Fat Black Pussycat
- 1970: Właściciel (The Landlord) jako Hector
- 1971: The Impatient Heart jako Pan Hernandez
- 1971: Urodzony zwycięzca (Born to Win) jako Vivian
- 1971: Valdez przybywa (Valdez Is Coming) jako meksykański jeździec
- 1972: Stand Up and Be Counted jako Lou Kellerman
- 1972: Z własnej kieszeni (Pocket Money) jako Juan
- 1973: Deadhead Miles jako Duke
- 1974: Długi postój na Park Avenue (The Taking of Pelham One Two Three) jako Pan Gray, Joe Welcome
- 1975: Raport dla komisarza (Report to the Commissioner) jako Captain D'Angelo
- 1976: Dziewczyna Sundance Kida (Wanted: The Sundance Woman) jako Pancho Villa
- 1976: Diary of the Dead jako Stan
- 1977: Złodzieje (Thieves)
- 1979: Kuba (Cuba) jako kapitan Raphael Ramirez
- 1980: Amerykański żigolak (American Gigolo) jako detektyw Sunday
- 1981: Wielbiciel (The Fan) jako inspektor Raphael Andrews
- 1982: Zakochani młodzi lekarze (Young Doctors in Love) jako Angelo / Angela Bonafetti
- 1982: Słodki chłopak (Honeyboy) jako Emilio Ramirez
- 1983: Women of San Quentin jako kapitan Mike Reyes
- 1984: Chłopak z klubu Flamingo (The Flamingo Kid) jako Arthur Willis
- 1985: Zło czai się w mroku (Out of the Darkness) jako ojciec George
- 1985: Wakacje w kurorcie (Private Resort) jako Maestro
- 1985: Okoliczność łagodząca (Murder: By Reason of Insanity) jako Ben Haggarty
- 1986: Bez zrozumienia (Nothing in Common) jako Charlie Gargas
- 1986: Odwaga (Courage) jako Nick Miraldo
- 1987: Dama za burtą (Overboard) jako kapitan barki przewożącej śmieci
- 1987: Władza, namiętność i zbrodnia (Tales from the Hollywood Hills: Natica Jackson) jako Morris King
- 1988: W sidłach miłości (Addicted to His Love) jako detektyw Currigan
- 1988: Wariatki (Beaches) jako sędzia
- 1989: Mamuśka w armii (Your Mother Wears Combat Boots) jako sierżant Burke
- 1989: Kojak: Ariana jako Edson Saunders
- 1989: Lewiatan (Leviathan) jako G. P. Cobb
- 1990: Czarny książę (Dark Avenger) jako kapitan David Strauss
- 1990: Złamać więźnia (Forgotten Prisoners: The Amnesty Files) jako Hasan Demir
- 1990: Sparks - cena namiętności (Sparks: The Price of Passion) jako Vic Ramos
- 1990: Dbać o interes (Taking Care of Business) jako Warden Kapitan
- 1990: Pretty Woman jako Barney Thompson
- 1991: Final Approach jako Dr Dio Gottlieb
- 1991: Szukając drogi do domu (Finding the Way Home) jako Ruben
- 1991: Trudne zwycięstwo (Necessary Roughness) jako trener Gennero
- 1991: Łańcuchy złota (Chains of Gold) jako porucznik Ortega
- 1991: Frankie i Johnny (Frankie and Johnny) jako Nick
- 1992: Pani Cage (Mrs. Cage) jako Porucznik Angel
- 1992: Samantha jako Walter
- 1992: Dowód winy (The Burden of Proof) jako Alejandro 'Sandy' Stern
- 1992: Brudne pieniądze (There Goes the Neighborhood) jako Norman Rutledge
- 1994: Być człowiekiem (Being Human) jako Dom Paulo
- 1994: Potyczki z tatą (Getting Even with Dad) jako porucznik Romayko
- 1994: Gliniarz z Beverly Hills III (Beverly Hills Cop III) jako Jon Fint
- 1994: Ucieczka do Edenu (Exit to Eden) jako dr Martin Halifax
- 1994: Prawo ulicy (Backstreet Justice) jako Steve Donovan
- 1995: Idealne alibi (Perfect Alibi) jako Detektyw Ryker
- 1996: Najlepszy kumpel Pana Boga (Dear God) jako Vladek Vidov
- 1997: Porzucone serca (Borrowed Hearts) jako Javier Del Campo
- 1997: Turbulencja (Turbulence) jako porucznik Aldo Hines
- 1998: Schron (Safe House) jako dr Simon
- 1999: Entropia (Entropy) jako prezes
- 1999: Gorsza siostra (The Other Sister) jako Ernie
- 1999: Uciekająca panna młoda (Runaway Bride) jako Fisher
- 2001: Super zioło (How High) jako Trener Bill
- 2001: Zupa z tortillą (Tortilla Soup) jako Martin Naranjo
- 2001: Pamiętnik księżniczki (The Princess Diaries) jako Joe
- 2002: Fidel jako Eddie Chibas
- 2004: Mama na obcasach (Raising Helen) jako Mickey Massey
- 2004: Pamiętnik księżniczki 2: Królewskie zaręczyny (The Princess Diaries 2: Royal Engagement) jako Joe
- 2006: Widzę-cię.com (I-See-You.Com) jako prokurator okręgowy Greg Rishwain
- 2006: Niebiańska przepowiednia (The Celestine Prophecy) jako kardynał Sebastian
- 2007: Miłość w czasach zarazy (Love in the Time of Cholera) jako Don Leo
- 2007: Twarda sztuka (Georgia Rule) jako Izzy
- 2007: Music Within jako Ben Padrow
- 2010: Knight to D7 jako dziadek Binks
- 2010: Walentynki (Valentine's Day) jako Edgar
- 2010: Love Is a Hurtin' Thing: The Lou Rawls Story jako Nick Venet
- 2011: Sylwester w Nowym Jorku (New Year's Eve) jako Kominsky „Times Square”
- 2013: Go for Sisters jako Jorge Menocal
- 2016: Dzień Matki (Mother's Day) jako Lance Wallace
- 2016: Max & Me jako Gunter
- 2021: Music jako George

### Seriale
- 1956: The Edge of Night jako Vincento
- 1968: Columbo jako Hassan Salah
- 1976: Popi jako Abraham Rodriguez
- 1978: The Dain Curse jako Ben Feeney
- 1980: Freebie and the Bean jako Detektyw Dan "Bean" Delgado
- 1983: Casablanca jako Kapitan Louis Renault
- 1983: Feel the Heat jako Monkey Moreno
- 1994: Szpital Dobrej Nadziei (Chicago Hope) jako dr Phillip Watters
- 2001: Kate Brasher jako Joe Almeida
- 2003: Cuda (Miracles) jako ojciec 'Poppi' Calero
- 2004: Century City jako Martin Constable
- 2007: Rodzina Duque (Cane) jako Pancho Duque
- 2009: Detektyw Monk (Monk) jako dr Neven Bell
- 2011: Ostatni prawdziwy mężczyzna (Last Man Standing) jako Ed Alzate